# Robert Buda
Robert Buda (ur. 9 lutego 1970 we Wrocławiu) – pięściarz, olimpijczyk z Barcelony 1992.

Reprezentował wrocławski klub Gwardia. Na igrzyskach olimpijskich w Barcelonie 1992 startując w wadze średniej odpadł w pierwszej rundzie po porażce z Indonezyjczykiem Albertem Papilaya.

## Osiągnięcia
- 1990
  - 1 miejsce na międzynarodowym turnieju bokserskim im.Feliksa Stamma w wadze średniej
- 1991
  - 3 miejsce na mistrzostwach Europy w wadze średniej
  - 1 miejsce na mistrzostwach Polski w wadze średniej
- 1992
  - 1 miejsce na mistrzostwach Polski w wadze średniej
  - 1 miejsce na międzynarodowym turnieju bokserskim w Tampere w wadze średniej.